# Волшебные круги Намибии
Волшебные круги Намибии («Ведьмины круги», «чудесные круги», «магические круги», «загадочные круги») — круглые участки земли без растительности диаметром от 2 до 15 метров, окружённые кольцом сухой зелёной травы. Могут исчезать и вновь появляться без видимых причин.

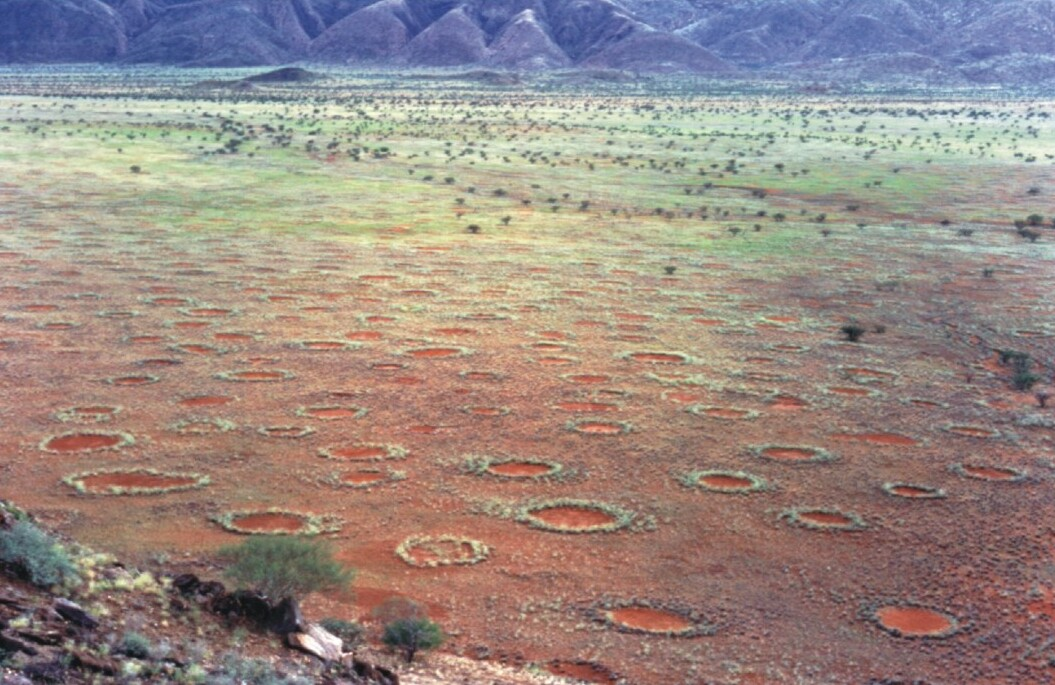
Волшебные круги Намибии

## Природа явления
Ранее ученые были уверены, что такое необыкновенное явление встречается только в пустыне Намиб на юго-западе Африки. Однако в 2014 году похожие формации были найдены в Западной Австралии.
Особенностью кругов является то, что они могут существовать до 75 лет.
Учёные по всему миру несколько десятилетий пытаются найти этому явлению доказательное объяснение. Существует несколько теорий:
1. Саморегуляция растительности в борьбе за воду в условиях засухи.[9] Такая проблема свойственна многим засушливым экосистемам. Более сильные растения всегда побеждают в борьбе за влагу. Эти растения самостоятельно и активно растут вверх, но в то же время заполняют своими корнями соседние участки земли. Таким образом, для прорастания новой травы шанса не остается в условиях такой конкуренции.[10]
2. Термиты, уничтожающие корни растений и провоцирующие их полное отмирание с целью облегчить себе почву для передвижения. Немецкий биолог Норберт Юргенс осуществил 40 экспедиций и в 2013 году обнаружил, что круглый год и в каждом круге встречается один и тот же вид — песчаный термит Psammotermes allocerus[4].

«Ведьмины круги» могут рассматриваться как выдающийся пример экосистемной инженерии, благодаря которой возник уникальный ландшафт с растущим биоразнообразием,

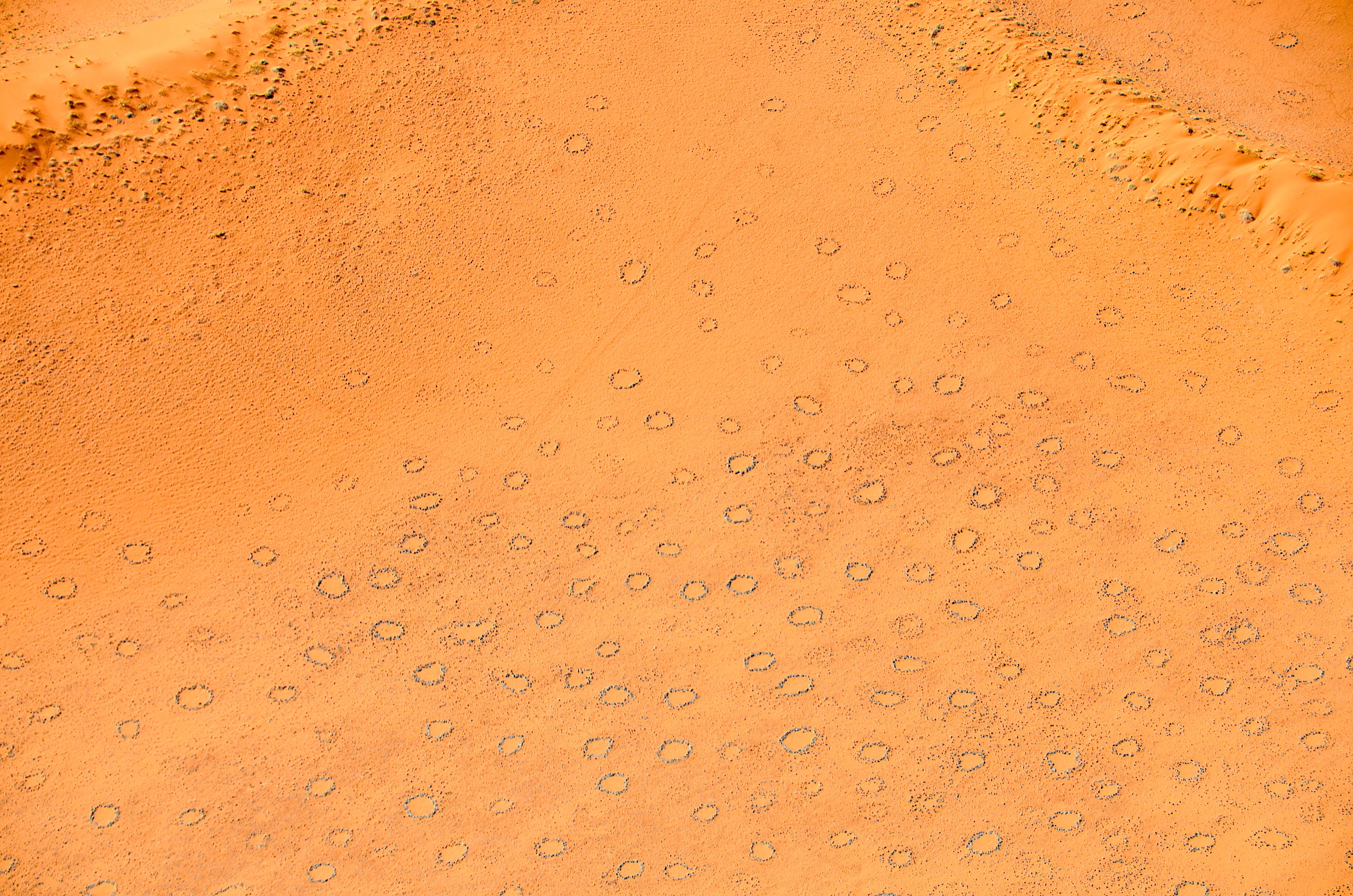
Магические круги Намибии. Вид сверху. (2017)

— пишет Юргенс.

## Термитная теория
Изначально теория с термитами подвергалась критике большинством учёных.

До сегодняшнего дня нет ни одного доказательства того, что социальные насекомые способны создавать однородно распределенные структуры на таких больших масштабах,
— говорил доктор Стефан Гетцин из Центра экологических исследований Общества Гельмгольца в Лейпциге.
Доктор Уолтор Чинкель раскритиковал теорию Норберта Юргенса, утверждая, что ученый перепутал причину и следствие. По мнению учёных, термиты проникают в круги тогда, когда они уже образовались, а именно не создают их сами, а лишь используют. Оппоненты доктора Юргенса уверены, что он не привел никаких веских доказательств того, что именно деятельность видов Psammotermes allocerus создает эти круги и почему правильной круглой формы.
Позднее исследователи Принстонского университета провели исследование, в ходе которого они использовали компьютерное моделирование. В первую очередь они изучили влияние термитов на растения. Согласно предположению, термиты сгрызали корни растений, в связи с чем возникали голые участки земли. Смоделировав ситуацию на компьютере, учёные доказали, что термиты действительно уничтожали корни растений таким образом, что на поверхности образовывались участки более-менее одинакового размера, но эти участки принадлежали разным колониям. Симуляция показала, что круги будут образовываться только тогда, когда будет существовать противостояние нескольких колоний термитов, но приблизительно одного размера. При этом условии трава будет расти на границах между территориями термитов.

Если термиты находят более маленькую колонию, они просто её истребляют и расширяют свою территорию. Столкнувшись с колонией такого же размера, термиты не могут её одолеть и держатся на границе, где конфликты возникают постоянно, но в полномасштабную войну не переходят,
— рассказывает эколог и эволюционный биолог Корина Тарнита.
Тем не менее, это всё равно не до конца объясняет «волшебные круги».
Учёные пришли к выводу, что «магические круги» образуются как из-за термитов, так и из-за особенностей почвы региона. Они вновь прибегли к использованию компьютерного моделирования, с помощью которого создали имитацию противостояния термитов и выживания растений в условиях недостатка влаги.

Термиты удаляют растительность со своих термитников, чтобы повысить влажность почвы, что необходимо для выживания насекомых в засушливых условиях. Именно так и появляется круг голой земли. Однако вокруг термитника растения пользуются повышенным уровнем влаги и идут в рост, создавая кольцо растительности. Появление новых кругов объясняется возникновением новых колоний термитов, которые соревнуются друг с другом,
— поясняет Доктор Хуан Боначела из Университета Стратклайда.
Однако тот факт, что круги исчезают так, словно их никогда и не существовало, никто ещё доказать не смог.

## Влияние на общество
Местные жители используют «магические круги» в сельском хозяйстве. Круги для них обеспечивают выпас скота. Народ Химба строят временные деревянные заборы вокруг этих кругов, чтобы на ночь загонять туда потомство скота в целях защиты от диких животных (львов и других хищников).

## Мифы
Магические круги — «следы богов». Представители народа химба, который живёт в этом регионе, утверждают, что участки без растений были воспроизведены природными божествами и что круги были созданы их самым первым предком Мукуру.
Дыхание спящего под землей дракона. Эта версия принадлежит экскурсоводам. По их мнению, глубоко под землей живет дракон, и его ядовитое дыхание убивает растительность так, что образуются круги.

## В массовой культуре
- Документальный фильм «Загадочные круги пустыни Намиб» (2011)
- Фильм «Безумный Макс: Дорога ярости»